# Badimaralur, Gauribidanur
Badimaralur là một làng thuộc tehsil Gauribidanur, huyện Kolar, bang Karnataka, Ấn Độ.